# Alley Cat
"Alley Cat" (også kendt under "Alleycat" og "The Alley Cat") er et instrumentalt musiknummer fra 1960, der er komponeret af danske Bent Fabricius-Bjerre. Nummeret hed oprindeligt "Omkring et flygel", fordi det blev skrevet som kendingsmelodi til tv-serien af samme navn, som Fabricius-Bjerre var vært for, og hvor forskellige kendte musikere og sangere blev inviteret i studiet.
Melodien blev et internationalt hit og fik navnet "Alley Cat" ved udgivelsen i USA, hvor pladeselskabet Atco Records ikke fandt den danske titel god nok og ønskede en titel, hvori et dyr indgik. Det siges, at Fabricius-Bjerre fandt den nye titel ved at læse et avisindlæg, underskrevet med dette navn. Komponisten havde ikke nogen kat, men det forhindrede ikke pladeselskabet i at markedsføre en historie om, at han var inspireret af sine to katte, Tim og Tom.
Nummeret gik ind som #7 på den prestigefyldte amerikanske hitliste Billboard Hot 100 i 1962. Året efter vandt "Alley Cat" en Grammy for bedste rock & roll indspilning. Fabricius-Bjerre mødte ikke op til prisoverrækkelsen, da han ikke troede det kunne være rigtigt at han var blevet nomineret.
I USA blev "Alley Cat" spillet til bryllupper, og til nummeret blev udviklet en speciel dans, som øger tempoet sammen med musikken.
Melodien blev inkluderet på Fabricius' debutalbum Alley Cat.
Sangen var genstand for et program i serien Landeplagen fra 2010 med Jacob Riising som vært, hvor nummeret historie og betydning blev gennemgået.

## Hitlister
| Hitliste(1962)                 | Højeste placering |
| ------------------------------ | ----------------- |
| Australien                     | 2                 |
| Canada (CHUM Hit Parade)       | 4                 |
| Tyskland                       | 49                |
| New Zealand (Lever Hit Parade) | 7                 |
| U.S. Billboard Hot 100         | 7                 |
| U.S. Billboard Easy Listening  | 2                 |
| U.S. Cash Box Top 100          | 6                 |

| Hitliste (1962)      | Rank |
| -------------------- | ---- |
| US Billboard Hot 100 | 37   |
| US Cash Box          | 40   |

## Notable indspilninger
- Ray Conniff
- Chet Atkins
- Al Hirt
- Peggy Lee
- Siw Malmkvist (in German)
- Berl Olswanger and the Berl Olswanger Orchestra (1964)
- Bobby Rydell
- David Thorne (nåede #76 på Billboard Hot 100 i november 1962)
- Kidsongs